# Cyathea atrovirens
Cyathea atrovirens är en ormbunkeart som först beskrevs av Georg Heinrich von Langsdorff och Fisch., och fick sitt nu gällande namn av Karel Domin. Cyathea atrovirens ingår i släktet Cyathea och familjen Cyatheaceae. Inga underarter finns listade.